# Pomme de Rouairoux
La Pomme de Rouairoux est une variété de pomme. Il s'agit d'une variété ancienne et locale, cultivée dans le Haut-Languedoc, notamment dans la commune de Rouairoux. Elle échappe aux dernières gelées printanières parce qu'elle fleurit tardivement. 
Ses fruits sont de gros calibre, légèrement coniques, jaune-vert avec des stries rouges. La cueillette a lieu en octobre-novembre. On peut aisément en faire des jus. 
Le Parc naturel régional du Haut-Languedoc organise sa préservation en faisant planter ses greffons dans des vergers de sauvegarde implantés dans différentes communes, dont celle du Rialet, dans le département du Tarn. 